# Peter Röske
Peter Röske (* 27. Dezember 1940 in Chemnitz; † 28. Mai 2004 in Berlin) war ein deutscher Galerist, Kunsthändler, Herausgeber und Autor.

## Leben
Nach einem Chemie-Studium an der Technischen Hochschule für Chemie Leuna-Merseburg arbeitete Peter Röske zunächst am Chemiestandort Leuna, später im Berliner Ministerium für Chemische Industrie. Schon früh interessierte er sich für die Bildende Kunst, speziell für die Druckgrafik und er begann, Grafik zu sammeln. Angeregt von einem Kunstprofessor aus dem Köpenicker Pädagogenclub gab er 1984 unter dem Dach der Pirckheimer-Gesellschaft seine erste Grafikmappe mit Grafiken des Malers und Grafikers Hans Vent heraus und verwendete hierbei erstmals den Namen Berliner Graphikpresse.
1975 war er Mitbegründer des Berliner Graphikmarktes. Auf den jährlichen Veranstaltungen im Klub der Kulturschaffenden „Johannes R. Becher“ in Berlin lernte er zahlreiche Künstler kennen, mit denen er auch zum Teil freundschaftlich verbunden war.
Im Mai 1990 machte sich Peter Röske zusammen mit Ekkehard Hellwich unter der Firmierung Berliner Graphikpresse selbständig. Die Galerie der Berliner Graphikpresse hatte zunächst in der Berliner Brunnenstraße ihr Domizil und war bis zur Verdrängung 2023 in der Silvio-Meier-Straße in Berlin-Friedrichshain zu finden. Die Galerie hat sich auf ostdeutsche Künstler spezialisiert und veranstaltet jährlich Kunstauktionen.
Seit Peter Röskes frühem Tod wird die Galerie der Berliner Graphikpresse von seiner Tochter Sabine Ulber weitergeführt.
Peter Röske war Mitglied der Pirckheimer-Gesellschaft.